# Fotocontactallergie
Bij een fotoallergische reactie oftewel een fotocontactallergie is er een contactallergie voor een stof als er ook blootstelling is aan licht. Bestanddelen van zonnebrandcrèmes zijn een frequente oorzaak van fotoallergische reacties.

## Foto-plakproeven
Fotoallergische reacties worden gediagnosticeerd met fotoplakproeven. Een reeks van stoffen wordt in tweevoud op de huid aangebracht, net als bij gewone plakproeven. Na 24 uur (soms na 48 uur) worden de reeksen verwijderd, en 1 reeks wordt beschenen met UV-A, meestal met een energieinhoud van 5 J/cm2. Nog 24 uur later wordt beoordeeld of er een allergische reactie te zien is op de stoffen. Als de reactie aan de belichte zijde sterker is dan aan de onbelichte, is er sprake van een foto-contactallergie.

## Afgrenzing
- Foto-allergische reacties moeten onderscheiden worden van foto-toxische reacties. In het laatste geval wordt de stof door UV-licht zo veranderd dat het schadelijk is voor de huid; dit geldt in principe voor iedereen en onafhankelijk van het immuunsysteem. Bijvoorbeeld teerproducten en het sap van berenklauw kunnen foto-toxische reacties geven.
- Foto-allergische reacties moeten ook onderscheiden worden van zonneallergie en andere vormen van lichtovergevoeligheid. Want daarbij is het licht direct schadelijk, zonder dat er een stof van buiten nodig is.